# Trigonospila
Genre
Trigonospila est un genre de mouches de la famille des Tachinidae.

## Liste des espèces
Selon GBIF (29 mars 2024) :
- Trigonospila bimaculata (Villeneuve, 1935)
- Trigonospila braueri (Townsend, 1933)
- Trigonospila brevifacies (Hardy, 1934)
- Trigonospila cingulata (Macquart, 1851)
- Trigonospila edwinbermudezi Fleming & Wood, 2015
- Trigonospila erilis (Reinhard, 1943)
- Trigonospila exigua (Villeneuve, 1935)
- Trigonospila fasciata (Hardy, 1934)
- Trigonospila integra (Villeneuve, 1935)
- Trigonospila josemariomoragai Fleming & Wood, 2015
- Trigonospila ludio (Zetterstedt, 1849)
- Trigonospila magna Shima, 1979
- Trigonospila mista (Villeneuve, 1913)
- Trigonospila pallipes (Reinhard, 1953)
- Trigonospila panamensis
- Trigonospila prasius Mesnil, 1977
- Trigonospila stipatus (Reinhard, 1958)
- Trigonospila transvittata (Pandellé, 1896)
- Trigonospila trinitatis (Thompson, 1963)
- Trigonospila unicaldasi Vinasco, Vallejo & Soto, 2017
- Trigonospila uniformis Fleming & Wood, 2015
- Trigonospila verticalis (Reinhard, 1953)
- Trigonospila vittigera (Coquillett, 1898)

## Classification
Le nom valide complet (avec auteur) de ce taxon est Trigonospila Pokorny (d), 1886, .
Trigonospila a pour synonymes :
- Nimiocauda Reinhard, 1943
- Panacemyia Townsend, 1919

## Publication originale
- (de) E. Pokorny, « Vier neue österreichische Dipteren », Wiener Entomologische Zeitung, Vienne, Alfred Hölder, vol. 5,‎ 1886, p. 191–196 (ISSN 1562-0891, OCLC 1769860, DOI 10.5962/BHL.PART.20582, lire en ligne).